# Mironowe Górki
Mironowe Górki – dawniej samodzielna miejscowość, od 1961 część Wołomina, w województwie mazowieckim, w powiecie wołomińskim. Leży w północno-zachodniej części Wołomina, między Czarną a Kobyłką.
Mironowe Górki wiążą swoją nazwę z nazwiskiem cesarskiego generała Mironowa, który wykupił ten teren na swoją letnią siedzibę.
W latach 1867–1928 letnisko w gminie Radzymin, a 1928–1954 w gminie Kobyłka w powiecie radzymińskim. 20 października 1933 utworzyły gromadę w granicach gminy Kobyłka, składającą się z letniska Mironowe Górki, kolonii Malinów i folwarku Czarna.
Od 1 lipca 1952 w powiecie wołomińskim.
W związku z reorganizacją administracji wiejskiej jesienią 1954 Mironowe Górki weszły w skład gromady Czarna.
31 grudnia 1961 wieś Mironowe Górki wyłączono z gromady Czarna i włączono do Wołomina.